# Teatro de los Insurgentes
El Teatro de los Insurgentes es un teatro localizado en la colonia San José Insurgentes de la Ciudad de México, construido a iniciativa de José María Dávila, quien impulsó la idea de crear una sala de grandes dimensiones distinta a las edificaciones medianas que tenía la ciudad. El inmueble fue terminado en 1953 bajo la dirección del arquitecto Alejandro Prieto.
La fachada ostenta un mural creado por Diego Rivera de 46 metros por 10 metros, en el que aparecen diversas imágenes relacionadas con el teatro en México y destacados personajes de la historia general del país. La primera obra presentada en el establecimiento fue Yo Colón, de Alfredo Robledo y Carlos León, dirigida por Ernesto Finance y protagonizada por Mario Moreno «Cantinflas», cuya imagen está incorporada en el centro del mencionado mural.
En 1968 el inmueble fue adaptado para albergar diversas competencias de halterofilia durante los Juegos Olímpicos de México. Tras el fallecimiento de José María Dávila en 1973, su hijo Marcial se encargó del manejo del teatro, en colaboración con Ramiro Jiménez. En 1994 fue restaurado por el arquitecto Enrique Norten para equiparlo con una tecnología más moderna, y en 2005, la empresa Televisa, propietaria del teatro, ordenó la restauración del mural de Diego Rivera.
Insurgentes es uno de los teatros más emblemáticos de la Ciudad de México, y en él se han presentado destacados actores como Cantinflas, Marga López, Mauricio Garcés, Silvia Pinal, María Rivas, Julissa, Guillermo Rivas, Héctor Bonilla, Mauricio Herrera, Enrique Guzmán, Chabelo, Diego Luna, Irene Azuela y Daniel Giménez Cacho, entre otros.

## Historia

### Inauguración y década de 1950
La construcción del Teatro de los Insurgentes fue financiada por el escritor y político José María Dávila en 1953 como parte del programa de renovación urbana del presidente Miguel Alemán Valdés. El arquitecto Alejandro Prieto, elegido por Dávila, fue el encargado del diseño con un presupuesto de 350 mil pesos. El propio Dávila encargó además al pintor Diego Rivera que creara un mural en la fachada del edificio, el cual fue bautizado La historia del teatro en México, pues contenía una historia visual del teatro en el país. Inicialmente, Rivera elaboró el mural en silicón, para posteriormente cubrirlo en mosaico de vidrio veneciano. Las dimensiones de esta obra llegaron a los 550 metros cuadrados de superficie pintada, y su peso superó las 25 toneladas.

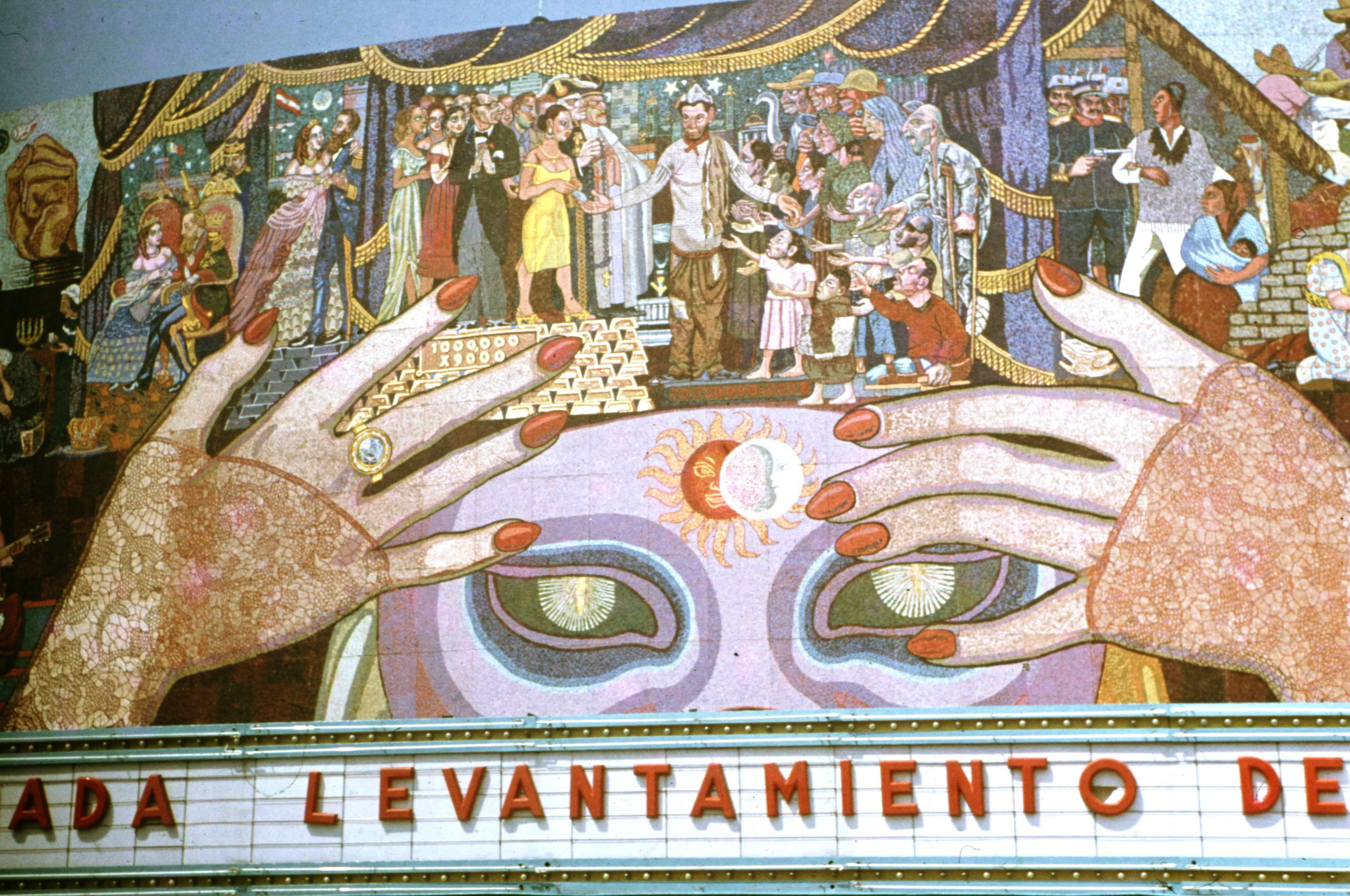
Imagen parcial del mural diseñado por Diego Rivera, tomada en 1968.

El artista ubicó en el centro del mural al personaje de Cantinflas en forma de Robin Hood, el cual reparte la riqueza de los ricos entre los pobres. La obra también hace referencia a personajes históricos mexicanos como Miguel Hidalgo, Emiliano Zapata o José María Morelos. Según Rivera, la inclusión de Cantinflas en el boceto generó controversia porque éste aparecía usando una medalla de la Nuestra Señora de Guadalupe, y en esa época se consideraba inapropiado que un personaje asociado con la comedia se relacionara con un símbolo sagrado. Tanto Cantinflas como Dávila tuvieron que dar declaraciones negando que se tratara de una provocación. Ante la polémica suscitada, Rivera decidió omitir la medalla en la versión final de la obra.
El escenario, de 15 x 15 metros con un disco giratorio de nueve metros de diámetro, acogió su función inaugural el 30 de abril de 1953, la cual supuso el regreso de Mario Moreno a los escenarios tras un considerable éxito en el cine. La obra, Yo, Colón, ponía a Cantinflas en el papel de la estatua de Cristóbal Colón del Paseo de la Reforma, que cobraba vida y hacía cándidos «descubrimientos» sobre la sociedad mexicana contemporánea. Fue escrita por Alfredo Robledo y Carlos León, Federico Ruiz fue el compositor musical y Guillermo Keys-Arenas se encargó de coreografiar el espectáculo. Las actrices Amparito Arozamena y María España Vidal acompañaron a Cantinflas en papeles secundarios.
En 1955 la obra La casa de te de la luna de agosto alcanzó las 300 representaciones, lo que cambió el giro de los espectáculos en el teatro, según Vicente Leñero en el libro El teatro de los insurgentes 1953-1993. Un año después, el director, actor y productor Manolo Fábregas rentó el lugar durante cinco años, llevando a escena obras como Hablando de un asesinato y Arsénico y encaje.

### Décadas de 1960 y 1970
A comienzos de la década de 1960 el establecimiento abrió su temporada con La pelirroja, dando paso de esta forma a los musicales de origen norteamericano.En 1962 presentó su primera obra dedicada a un público infantil: El teatro fantástico de Cachirulo, bajo la dirección de Enrique Alonso.Durante esta época en particular el empresario y productor Robert W. Lerner logró reunir en el teatro a figuras del arte escénico como Marga López, Mauricio Garcés, Enrique Rambal y Aurora Bautista, entre otros.

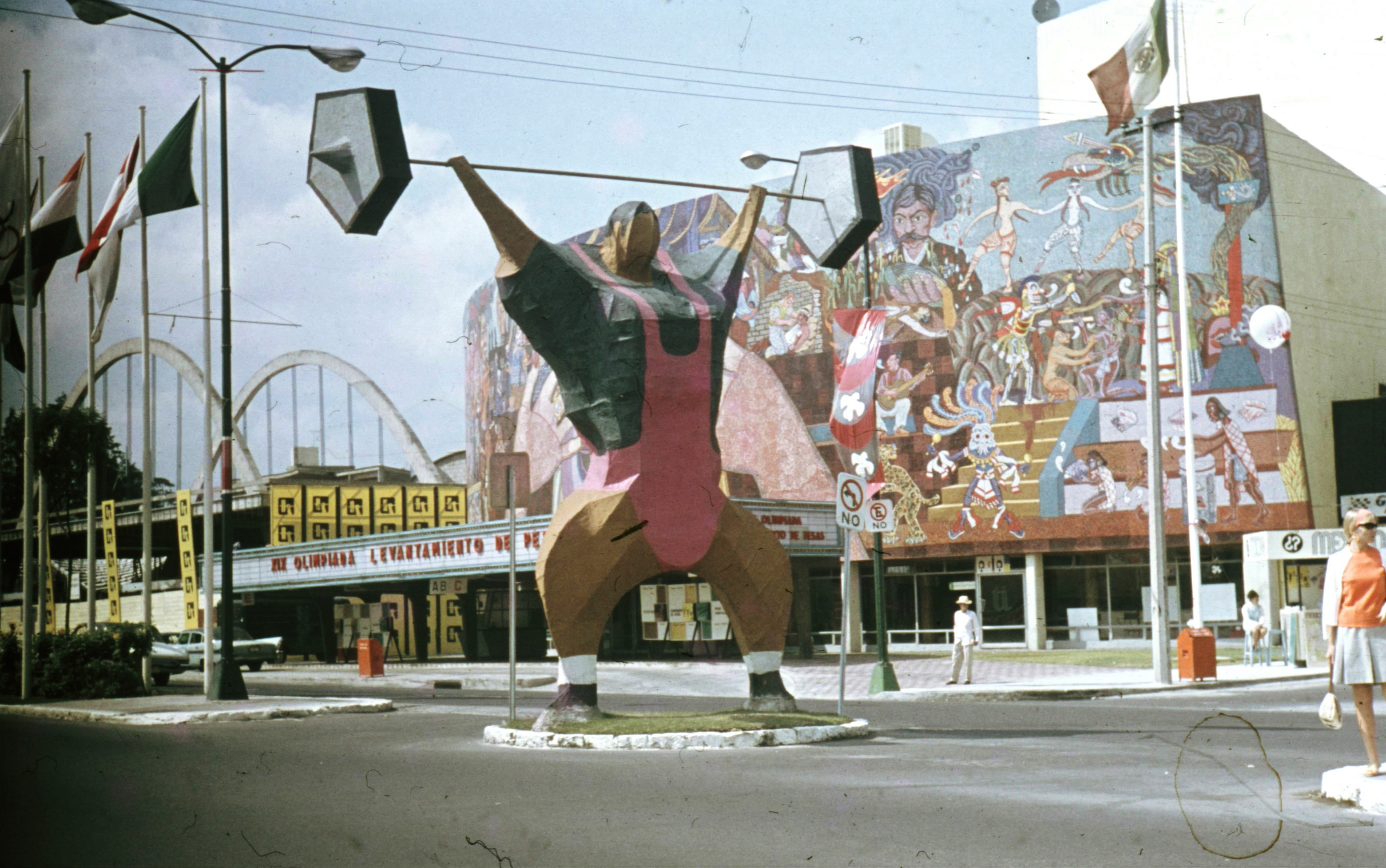
Estatua gigante ubicada frente al teatro durante los Juegos Olímpicos de México 1968.

Con la celebración de los Juegos Olímpicos de México 1968, el lugar fue adaptado con el objetivo de albergar las diversas competencias de halterofilia. Para este fin, se acondicionaron cuatro áreas: para competencias, espectadores, entrenamiento y calentamiento. Las justas se llevaron a cabo entre el 13 y el 20 de octubre de 1968. Para la ocasión, fue construida una estatua gigante denominada Judas en la Avenida de los Insurgentes, frente al inmueble.
En 1970 el actor Mauricio Garcés protagonizó la obra Vidita negra, la cual logró las 200 representaciones con éxito de taquilla. Para celebrar los veinte años de existencia de la construcción del teatro, se presentaron en 1972 las obras La corista con María Rivas, y Contigo, pan y cebolla con los hermanos Zavala.En 1973 falleció José María Dávila, por lo que su hijo Marcial Dávila se encargó de la administración, en colaboración con Ramiro Jiménez. El mismo año dio inicio el musical Mame, dirigido por José Luis Ibáñez, el cual llegó a las 300 representaciones, y la agrupación de rock latino Santana realizó una presentación como parte de la gira promocional del disco Caravanserai.
En 1974 el teatro albergó el debut en idioma español del musical Pippin, producido por la cantante mexicana Julissa, quien además interpretó el papel de Catherine. Otros actores que participaron en esta versión del musical fueron Guillermo Rivas, Anita Blanch y Jacqueline Voltaire. Un año después, Enrique Guzmán, Héctor Bonilla, Sylvia Pasquel y Chabelo protagonizaron una versión en español del musical Sugar, bajo la dirección de José Luis Ibáñez. Otras obras notables presentadas en el escenario en la misma década incluyen a Los chicos de la banda (originalmente prohibida por las autoridades de la delegación de Cuauhtémoc por tratar abiertamente el tema de la homosexualidad), El fantasma de la ópera de Julio Prieto Posadas y Hola Charlie de Mauricio Garcés, que llegó a las 500 representaciones y se convirtió en récord de taquilla en su momento.

### Décadas de 1980 y 1990
El teatro inició la década de 1980 con obras dirigidas por Hugo Macías Macotela, Manuel Gurría y Carlos Vasallo. En la primera mitad de la década, obras como Peter Pan, La pulga en la oreja, Un gran final, El vestidor y Héctor Suárez Show alcanzaron repercusión y cientos de representaciones.En la segunda mitad, El pájaro azul logró 100 presentaciones, Por la calle de Alcalá alcanzó las 400 y la comedia musical Yo y mi chica se llegó a presentar en 200 oportunidades.
En 1990 se presentó Calle 42, la primera dirección escénica de Marcial Dávila. De esta época destacan obras como Atrápame si puedes y Que no se entere el presidente, las cuales alcanzaron las 200 representaciones cada una. En 1994 el teatro fue restaurado por el arquitecto Enrique Norten, con el fin de equiparlo con tecnología moderna. Algunos de los trabajos realizados para su modernización fueron el retiro de la escalera central que recibía anteriormente a los asistentes, la reubicación del bar, la creación de una rampa para el fácil acceso de discapacitados y otras obras para mejorar la acústica, la isóptica y la iluminación del recinto.

### Décadas de 2000, 2010 y actualidad
A comienzos del nuevo milenio, Insurgentes acogió obras como Rosa de dos aromas, Los árboles mueren de pie y Aladino. A partir de 2005 y con el musical Cabaret, el productor Claudio Carrera Valdés inició una larga colaboración con el teatro, y desde entonces ha producido obras en el establecimiento como Víctor/Victoria, La novicia rebelde, Todo sobre mi madre, El curioso incidente del perro a medianoche, Annie y El hombre de La Mancha, entre otras.
También en 2005, la empresa de medios y propietaria Televisa, anunció que debido al desprendimiento de unos paneles en el mural, iniciaría las labores de restauración del mismo con un presupuesto inicial de seis millones de pesos. A finales de 2007, las obras de restauración entraron en su fase final, y a comienzos de 2008 inició el proceso de montaje. En noviembre del mismo año, el local acogió la presentación de El buen canario, obra dirigida por el estadounidense John Malkovich y protagonizada por Diego Luna, Daniel Giménez Cacho e Irene Azuela.
En abril de 2023 el teatro celebró sus setenta años de existencia con la obra Mamma Mía!, producida por Carrera Valdés. Igualmente se realizaron galas para conmemorar la trayectoria de grandes estrellas de la actuación que se presentaron en el local, como Silvia Pinal, Mauricio Herrera, Olivia Bucio, Norma Lazareno, Gloria Aura y la productora teatral Tina Galindo, quien ha estado asociada a Insurgentes durante treinta años.